# Anicetus ceroplastodis
Anicetus ceroplastodis is een vliesvleugelig insect uit de familie Encyrtidae. De wetenschappelijke naam is voor het eerst geldig gepubliceerd in 1935 door Mani.